# Alto Hospicio
Alto Hospicio, oficialmente Comuna Multicultural de Alto Hospicio, es una comuna  chilena situada en la provincia de Iquique, en la Región de Tarapacá, en el Norte Grande de Chile. Forma junto a la comuna de Iquique el área metropolitana Alto Hospicio-Iquique.

## Historia
La historia de Alto Hospicio ha estado desde siempre ligada a localidades vecinas; sus inicios se remontan a los indígenas costeros (changos) quienes, luego del agotador ascenso de 650 metros desde la caleta de Ique-Ique a través de la denominada Bajada de la Mula (a los pies de Bajo Molle), se detenían a descansar en esta pampa. 
Durante el incanato de Tupac Inca Yupanqui (1380-1410 d. C.), se inicia la explotación del yacimiento de plata de Huantajaya, a unos tres kilómetros al nororiente del actual Centro Penitenciario de Alto Hospicio. Su explotación con altibajos, se mantuvo hasta fines del siglo XVIII cuando Basilio de la Fuente, destacado vecino de la localidad de San Lorenzo de Tarapacá, hizo una fortuna con el mineral, y con la cual financió importantes obras de regadío para la quebrada.
Luego de la guerra del Pacífico, Alto Hospicio era una desolada estación del tren salitrero (específicamente en el sector de Alto Molle), donde no vivían más de 100 personas. Hacia los años 1950, se instalaron en el lugar parceleros aimaras, provenientes del interior: es el origen agrario de Alto Hospicio, donde se construyen las primeras parcelas; modestos ranchos con cultivos y animales.
El auge económico que experimentó Iquique en la década de 1990 hizo que Alto Hospicio explotara demográficamente, pasando de un pequeño grupo de casas y poblaciones que no superaban los 2000 habitantes a comienzos de los noventa a una enorme ciudad con miles de habitantes. Alto Hospicio está a 10 km de distancia y a 800 m sobre el Bajo Iquique.
Entre 1998 y 2001 en esta localidad ocurrieron unos de los sucesos que marcaron a todo Chile, dónde Julio Pérez Silva, un asesino en serie, violó y asesinó a 14 mujeres entre 13 y 38 años, además violó a 2 mujeres más, dónde una de ellas recordó la cara, la personalidad y el vehículo del culpable, tras esto luego de realizar su último crimen fue detenido el 4 de octubre del 2001, actualmente el culpable se encuentra cumpliendo presidio perpetuo calificado (pena perpetua, con posibilidad de acceder a beneficios recién transcurridos cuarenta años) y dos condenas accesorias de nueve años.
En agosto de 2007 fue inaugurado el Hospital Básico de Urgencia de Alto Hospicio, en el sector de La Pampa. Se convirtió en comuna el 12 de abril de 2004, cuando se aprobó el proyecto de ley que separaba a Alto Hospicio de la comuna de Iquique (Ley N.º 19.943), durante el gobierno de Ricardo Lagos Escobar, siendo su primer alcalde Ramón Galleguillos Castillo (RN).
En 2017, Alto Hospicio se declarara comuna multicultural, le otorga esta categoría y el cual permitirá generar nuevas políticas públicas en este ámbito. Con este trámite final, se decreta oficialmente denominarse desde ahora como “Comuna Multicultural de Alto Hospicio”, así como también disponer del izamiento de la wiphala los 365 días del año en la casa consistorial, junto a la bandera Chilena. Asimismo, con este decreto se ordena incluir en la folletería, papelería, publicidad y demás medios de difusión de información municipal, la nueva denominación de “Comuna Multicultural de Alto Hospicio”.

## Medio ambiente

### Geomorfología y componentes abióticos

Trazado simplificado de los ecosistemas y cuerpos de agua presentes en la comuna de Alto Hospicio.

La comuna de Alto Hospicio se encuentra emplazada en las unidades geomorfológicas de Cordillera de la costa y Farellón costero; y presenta según la clasificación climática de Köppen clima desértico cálido (BWh) y clima desértico frío (BWk). Esta además se halla entre las cuencas hidrográficas de Cuencas costeras entre Tilviche y Loa y Pampa del Tamarugal.

### Climatología
El clima de la zona es desértico costero están influidos por corrientes oceánicas costeras frías que discurren paralelas a la costa. Debido a los sistemas de viento locales que dominan los vientos alisios, estos desiertos son menos estables que los de otro tipo. Durante el invierno, la niebla, producida por corrientes frías ascendentes, cubre frecuentemente los desiertos costeros con un manto blanco que bloquea la radiación solar. Los desiertos costeros son relativamente complejos, pues son el producto de sistemas terrestres, oceánicos y atmosféricos.
Se caracteriza por los nublados abundantes, baja oscilación y amplitud térmica en otoño hasta invierno y parte inicial de la primavera, pero eso cambia en verano, cuando las temperaturas llegan a duplicarse. La comuna recibe algunas precipitaciones en verano, especialmente entre enero y febrero debido a la Alta presión de Bolivia llamada comúnmente y para muchos mala acepción Invierno boliviano , Invierno Altiplánico o concretamente científico; Lluvias Estivales. También recibe precipitaciones en invierno debido a los núcleos fríos en altura que suelen ocurrir una vez cada año con precipitaciones no mayores a los 20 mm. 
Sin duda Alto Hospicio es una comuna donde las temperaturas no son tan altas, pero es una de las ciudades donde el sol es dañino. Las máximas en verano son de 24 °C y en invierno de 9 °C a 14 °C.
| Parámetros climáticos promedio de Alto Hospicio | Parámetros climáticos promedio de Alto Hospicio | Parámetros climáticos promedio de Alto Hospicio | Parámetros climáticos promedio de Alto Hospicio | Parámetros climáticos promedio de Alto Hospicio | Parámetros climáticos promedio de Alto Hospicio | Parámetros climáticos promedio de Alto Hospicio | Parámetros climáticos promedio de Alto Hospicio | Parámetros climáticos promedio de Alto Hospicio | Parámetros climáticos promedio de Alto Hospicio | Parámetros climáticos promedio de Alto Hospicio | Parámetros climáticos promedio de Alto Hospicio | Parámetros climáticos promedio de Alto Hospicio | Parámetros climáticos promedio de Alto Hospicio |
| Mes                                             | Ene.                                            | Feb.                                            | Mar.                                            | Abr.                                            | May.                                            | Jun.                                            | Jul.                                            | Ago.                                            | Sep.                                            | Oct.                                            | Nov.                                            | Dic.                                            | Anual                                           |
| ----------------------------------------------- | ----------------------------------------------- | ----------------------------------------------- | ----------------------------------------------- | ----------------------------------------------- | ----------------------------------------------- | ----------------------------------------------- | ----------------------------------------------- | ----------------------------------------------- | ----------------------------------------------- | ----------------------------------------------- | ----------------------------------------------- | ----------------------------------------------- | ----------------------------------------------- |
| Temp. máx. abs. (°C)                            | 34.4                                            | 30.4                                            | 26.4                                            | 26                                              | 25.3                                            | 24.5                                            | 22.9                                            | 21.5                                            | 22.7                                            | 23.5                                            | 24.4                                            | 26.5                                            | 24.9                                            |
| Temp. máx. media (°C)                           | 24.2                                            | 26.1                                            | 23.3                                            | 18.5                                            | 16                                              | 15.5                                            | 12.8                                            | 14                                              | 15.7                                            | 16.2                                            | 17.5                                            | 20.5                                            | 18                                              |
| Temp. mín. media (°C)                           | 14.7                                            | 15.4                                            | 13.2                                            | 11.5                                            | 9.5                                             | 8.2                                             | 6.5                                             | 7.7                                             | 9.4                                             | 10.2                                            | 12.8                                            | 14.4                                            | 11.1                                            |
| Temp. mín. abs. (°C)                            | 10.2                                            | 8.5                                             | 6.2                                             | 5                                               | 3.2                                             | 0.8                                             | -2                                              | -0.4                                            | 6.9                                             | 6.2                                             | 11.4                                            | 12.5                                            | 7.1                                             |
| Precipitación total (mm)                        | 0.6                                             | 0.6                                             | 0                                               | 0.2                                             | 0.2                                             | 0.1                                             | 2.6                                             | 1.3                                             | 0.3                                             | 0                                               | 0                                               | 0.1                                             | 6                                               |
| Fuente: Weather Underground 2010                |                                                 |                                                 |                                                 |                                                 |                                                 |                                                 |                                                 |                                                 |                                                 |                                                 |                                                 |                                                 |                                                 |

### Componentes bióticos
Dentro del territorio de la comuna se pueden hallar los siguientes ecosistemas:
- Desierto tropical interior con vegetación escasa (Preocupación menor)
- Dunas tropicales costeras donde predominan Tillandsia landbeckii y Tillandsia marconae (Sin información)
- Herbazal efímero tropical costero donde predominan Nolana adansonii y Nolana lycioides (Preocupación menor)
- Matorral desértico tropical costero donde predominan Nolana sedifolia y Eulychnia iquiquensis (Preocupación menor)

### Medidas de protección ambiental y conflictos socioambientales
Hasta 2022, la comuna de Alto Hospicio cuenta con un área territorial destinada a la protección ambiental:
- Huantajaya (Sitios ERB)[14]

## Geografía

### Demografía
Desde 1992 la comuna ha experimentado un rápido crecimiento equivalente a 10 veces la población de ese año a la del censo 2002. 
Según los datos recolectados en el censo del año 2002 realizado por el Instituto Nacional de Estadísticas, la comuna posee una superficie de 572,9 km² y una población de 50.215 habitantes, mientras el espacio urbano de Alto Hospicio tiene 50.190 habitantes en un área de 17,45 km². La comuna acoge al 21% de la población total de la región, de la cual un 0,5% corresponde a población rural y un 99,5% a población urbana.
| INE 1992  | INE 2002    | INE 2017     | INE 2024     |
| 5588 hab. | 50 215 hab. | 108 375 hab. | 140 282 hab. |

| INE 1992  | INE 2002    |
| 5520 hab. | 50 190 hab. |

## Administración

### Representación parlamentaria
Alto Hospicio pertenece al distrito electoral N.º 2 y pertenece a la 2.ª circunscripción senatorial (Tarapacá). Es representada en la Cámara de Diputados del Congreso Nacional por los diputados Renzo Trisotti Martínez (UDI), Danisa Astudillo (PS) y Matías Ramírez (PCCh). A su vez, es representada en el Senado por los senadores Luz Ebensperger Orrego (UDI) y Jorge Soria Quiroga (Ind-PPD).

### Municipalidad
El primer alcalde de la Municipalidad de Alto Hospicio fue Ramón Galleguillos Castillo (RN), electo en las elecciones municipales de 2004 con 4.382 votos, equivalentes al 35,01% de los sufragios. Cuatro años más tarde, fue reelecto como alcalde de la Municipalidad de Alto Hospicio con 9.522 votos, equivalentes al 65,35% de los sufragios, alcanzando una votación histórica.
En las elecciones municipales de 28 de octubre de 2012, se presenta a la reelección por un tercer periodo consecutivo, resultando electo con el 60, 40% de los sufragios, equivalentes a 7.448 votos.
En el año 2016, postula nuevamente a la reelección como alcalde de Alto Hospicio, siendo derrotado en la elección realizada el 23 de octubre de 2016, donde obtuvo 4.795 votos, equivalentes al 34,99% de los sufragios. El 15 de noviembre del mismo año, renuncia a su cargo de Alcalde, para postular a la Cámara de Diputados, asumiendo por el periodo restante la concejal Jessica Becerra Cantillano (PDC), convirtiéndose en la primera alcaldesa de la comuna, siendo la segunda alcalde en la historia de Alto Hospicio . 
El 6 de diciembre del 2016, asume para el periodo 2016-2020 Patricio Ferreira Rivera (PDC), siendo el tercer alcalde de la comuna. En 2021 es reelecto para un nuevo periodo.
Desde 2021 el concejo municipal de la comuna está compuesto de la siguiente manera:
- Karl Harder Llanos (PCCh)
- Víctor Belaunde Muñoz (Ind.-Comunes)
- Tomás Soto Díaz (PPD)
- Alejandra Becerra Cantillano (PDC)
- José Astorga Verdugo (RN)
- Alejandro Millán Carreño (UDI)

## Economía
Desde su creación como comuna, Alto Hospicio tuvo un explosivo crecimiento, tanto en infraestructuras, como en obras municipales que ayudaron a hacer crecer a la comuna, la cual desde el año 2017 se estanco, sin existir proyectos emblemáticos, ni obras representativas.[cita requerida]
En 2018, la cantidad de empresas registradas en Alto Hospicio fue de 1.168. El Índice de Complejidad Económica (ECI) en el mismo año fue de 0,34, mientras que las actividades económicas con mayor índice de Ventaja Comparativa Revelada (RCA) fueron Reparación de Cojinetes, Engranajes, Trenes de Engranajes y Piezas de Transmisión (251,54), Fundición de Hierro y Acero (151,52) y Reparación de Maquinaria para Industria Metalúrgica (53,54).

## Transporte
La comuna cuenta con el Terminal Rodoviario de Alto Hospicio, un terminal de buses que conecta con diversos destinos nacionales. Las estaciones de ferrocarriles para pasajeros dentro del área comunal, ya no se encuentran operativas y algunas se conservan como lugares abandonados. 
Con respecto al transporte aéreo, la comuna contó con el Aeródromo Los Cóndores, una base aérea perteneciente a la Fuerza Aérea de Chile (Fach), inaugurada en 1928 y cuyas operaciones fueron cerradas en 1975, para ser trasladadas a otra ubicación.
Existe un proyecto en curso para la creación de un teleférico de 3,3 km de extensión, que conectará la comuna con la ciudad de Iquique en un plazo menor al cual se accede en la actualidad por vía terrestre, ayudando a disminuir la congestión vehicular en las vías que unen estas dos ciudades.

## Medios de comunicación

### Radioemisoras

#### FM
- 88.1 MHz FM Okey
- 88.7 MHz Radio Bravissima
- 89.3 MHz Radio Paulina
- 89.7 MHz Los 40
- 90.3 MHz Positiva FM
- 90.7 MHz Radioactiva
- 91.3 MHz Radio Carolina
- 91.9 MHz Radio Super
- 92.3 MHz Radio María
- 92.7 MHz Radio Universo
- 93.3 MHz Radio municipal
- 93.9 MHz Rock & Pop
- 94.3 MHz Nuevo Tiempo
- 94.7 MHz Corazón FM
- 95.7 MHz Radio Palabras de Vida
- 96.3 MHz Radio Concierto
- 96.9 MHz Radio Bio-Bio
- 97.3 MHz Charanga Latina
- 97.7 MHz Romántica FM
- 98.3 MHz Radio Disney
- 99.1 MHz Digital FM
- 99.7 MHz Radio Armonía
- 100.1 MHz Vilas Radio
- 100.5 MHz El Conquistador FM (Red Norte)
- 100.9 MHz Radio Nuevo Mundo
- 101.3 MHz FM Dos
- 101.9 MHz Radio Universidad Arturo Prat, conexión U. CHILE
- 102.3 MHz Radio Neura
- 102.7 MHz La Mega FM
- 103.1 MHz ADN Radio Chile
- 103.7 MHz Radio Pudahuel
- 104.3 MHz Radio Cooperativa
- 104.9 MHz Radio Caribe
- 105.3 MHz Radio Imagina
- 105.7 MHz Radio Futuro
- 106.1 MHz Hospiciana FM
- 106.7 MHz Radio Acierto
- 107.1 MHz Radio Vanguardia (evangélica)
- 107.5 MHz Radio Libertad (evangélica)
- 107.9 MHz Radio Manantial (Evangélica)

Las emisoras desde el 88.1 al 106.7 se escuchan conjuntamente en Iquique y Alto Hospicio.

### Televisión
Alto Hospicio cuenta con diez canales de televisión abierta digital que transmiten desde la comuna vecina de Iquique. Las señales son:

#### TDT
- 2.1 - Mega HD
- 2.2 - Mega 2
- 4.1 - Chilevisión HD
- 4.2 - UChile TV
- 5.1 - La Red HD
- 8.1 - Canal 13 HD
- 8.2 - T13 En Vivo
- 10.1 - TVN HD
- 10.2 - NTV
- 12.1 - Telecanal HD
- 25.1 - Iquique TV HD
- 25.2 - Iquique TV 2
- 26.1 - RTC Televisión

#### Por cable
- 9 - RTC Televisión (VTR)
- 11 - NorTV (VTR)
- 102 - Iquique TV (VTR)

## Deportes

### Fútbol
La comuna de Alto Hospicio ha tenido a un club participando en los Campeonatos Nacionales de Fútbol en Chile.
- Municipal Alto Hospicio (tercera división 2006-2008).

## Galería

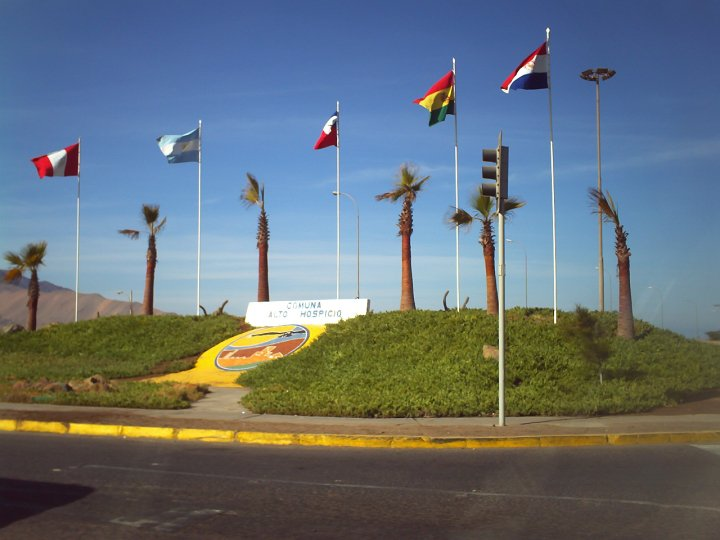
Bandejon Central de Alto Hospicio
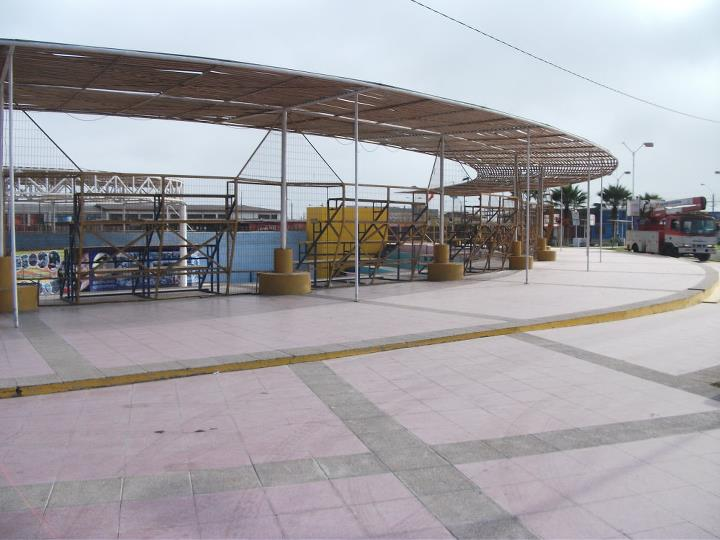
Hemiciclo de Alto Hospicio
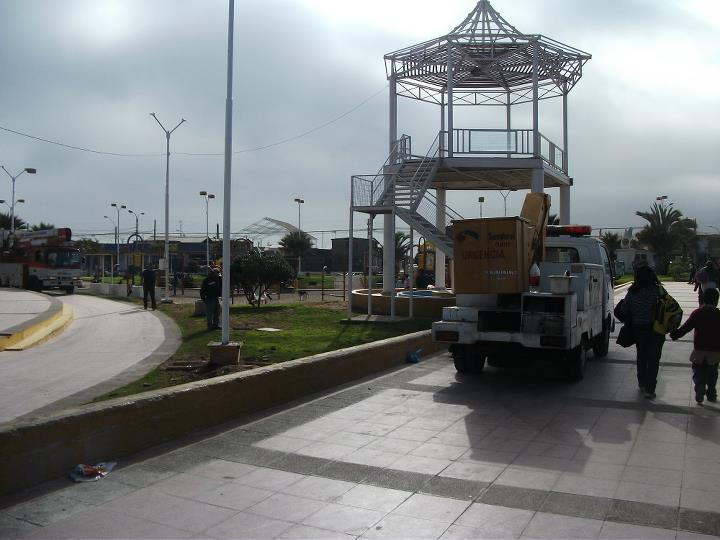
Plaza de Armas de Alto Hospicio